# 三原昌平
三原 昌平（みはら しょうへい、1947年 - ）は、福島県三春町出身のプロダクトデザイナー、教育者。三原デザイン事務所主宰。

## 経歴
- 1947年 - 福島県田村郡御木沢村（現・三春町）に生まれる　父は飛行機エンジニアの三原信吉（1899-1983年）、母はアキ（1913-2006年）
- 1951年 - 福島県田村郡船引町（現・田村市）に移転
- 1958年 - 東京都板橋区に移転

- 1960年 -板橋区立志村第五小学校卒業

- 1963年 -板橋区立西台中学校卒業

- 1966年 - 大東文化大学第一高等学校卒業
- 1970年 - 東京造形大学デザイン学科インダストリアルデザイン専攻卒業（清水千之助、豊口協の教えに学ぶ)
- 1970年 - 新星冷蔵工業株式会社入社
- 1973年 - P&Pデザイン研究所（東京・渋谷)共同設立
- 1985年 - ラジカルデザインスタジオ設立
- 1992年 - 三原デザイン事務所に改称
- 2004年〜2007年 - 岐阜県オリベ想創塾教授
- 2007年〜2013年 - 大同大学 情報デザイン学科教授
- 2013年〜千葉県山武市に移転

## 著書/編著・デザイン活動・受賞など
- 2003年 - 『プロダクトデザインの思想〈Vol.1〉』（ISBN 978-4899770565）
- 2004年 - 『プロダクトデザインの思想〈Vol.2〉』（ISBN 978-4899770831）
- 2005年 - 『プロダクトデザインの思想〈Vol.3〉』（ISBN 978-4899771159）

「主な発表会・個展・受賞・出版など」
- 1976年 - もう一つのインダストリアルデザイン展を企画開催（銀座松屋）doデザイン研究会
- 1977年 - ハノーファー・メッセIF賞受賞(ヤマギワ)
- 1979年 - 秋田県川連漆器(冨貴工芸)の商品開発に着手〜1983年
- 1980年 - グッドデザイン賞(ヤマト化工)温度計・湿度計[1]
- 1981年 - 漆プロローグ展(冨貴工芸)西武本店オーマイダイニングスタジオ
- 1981年 - The椅子展・吉祥寺パルコ-doデザイン研究会・企画監修
- 1981年 - 「遊びの木箱展」参加　北海道近代美術館
- 1982年 - ホテル・インルーム用品シリーズ企画デザイン(ヤマト化工・スリーライン)
- 1983年 - 漆SIQシリーズ展(松屋銀座デザインコレクション)
- 1984年 - スガハラガラス商品開発に着手〜1995年
- 1984年 - 漆ワンボード展-(小田急インテリアギャラリー)[2]
- 1985年 - グッドデザイン賞(ワキタハイテクス)ブリーフケース[3]
- 1986年 - TSUGARU漆展-游工房(AXISアネックスギャラリー)総合プロデュース&ディレクター・デザイン[4]
- 1986年 - Mac the Sketch展(後援キヤノン・AXISギャラリー)
- 1986年 - グッドデザイン賞(ワキタハイテクス)リストウォッチ[5]
- 1986年 - エルゴソフト「EgWordシリーズ」Macアイコンデザイン
- 1987年 - グッドデザイン賞(游工房)漆テーブル　一連の新しい津軽塗りをネオツガルと命名[6]
- 1988年 - 三原昌平パーソナルプロダクトデザイン展(有楽町・西武)[7]
- 1988年 - TSUGARU漆展(游工房・協賛ヤマギワ)AXISギャラリー　総合プロデュース&ディレクター・デザイン
- 1988年 - グッドデザイン賞(ワキタハイテクス)クロック・歯ブラシスタンド[8]
- 1988年 - 木都漆星展(山中漆器木製漆器グループ)AXISギャラリー・総合プロデュース&ディレクター・デザイン [9]
- 1989年 - グッドデザイン中小企業庁官賞(ワキタハイテクス)テープカッター[10]
- 1989年 - 和銑展(菊地保寿堂)AXISギャラリー[11]
- 1990年 - プロダクトデザインの思想(icon誌連載)
- 1990年 - 「プロダクトデザイン・イン・ジャパン」六耀社・安東孝一監修・収録[12]
- 1991年 - インターナショナル・ギフトショー・アクティブデザイン金賞(パラダイスアラーム)
- 1991年 - 91 Objects BY 91 Designers(ギャラリー91 NY)参加
- 1991年 - デザインの検証学(FP連載)学習研究社
- 1991年 - グッドデザイン賞(ワキタハイテクス)アラームクロック・室内温度計[13]
- 1994年 - グッドデザイン賞(ワキタハイテクス)折り畳み椅子・振り子時計[14]
- 1996年 - デザイナーと地場産業展参加(銀座松屋)日本デザインコミッティー
- 1998年 - JAPAN2000展(シカゴ美術館・同館にNeoTsugaru 永久保存される)
- 1999年 - マイプロダクト展企画(OZONE)　インダストリアルデザインの新風景(富山県立近代美術館) 川上元美監修
- 2001年 - 福島の新世代2001(福島県立美術館)
- 2002 -「mihara.net」開設 2012年まで
- 2002年 - PDの思想展企画開催(OZONE) 総合プロデュース&ディレクター・デザイン
- 2003年 - PDの思想Vol.1編集発売(ラトルズ)以降、Vol.2 Vol.3を発売。全国図書館協会推薦図書
- 2006年 - 春慶TANA(JIDA永久保存品に選定)
- 2006年 - 建築家12名のC&S(岐阜県オリベプロジェクト)立案&総合企画
- 2010年 - プロダクトデザインとしての茶室展(国際デザインセンター)企画デザイン開催(大同大学研究助成)
- 2011年 - デザインの空白展(国際デザインセンター)企画開催
- 2012年 - 「design.jp」開設
- 2015年 - iPhone専用サイト開設 https://miharadesign.wixsite.com/design
- 2018年 - 2018福島県外在住功労者受章(文化・芸術)デザイン関係者として初
- 2019年 - 公式サイト「三原昌平のデザイン全解説」http://www.design.jp/
- 2020年 - YouTube「三原昌平」チャンネル　青森県工業試験場によるネオツガルの功績改竄事件、全容が発覚する